# Благовещенская церковь (Тыргу-Муреш)
Благовещенская церковь (рум. Biserica Buna Vestire, венг. Angyali üdvözlet templom), или Малый собор (рум. Catedrala Mică) — православный храм архиепархии Алба-Юлии Румынской православной церкви в городе Тыргу-Муреш в Румынии. Церковь входит в список исторических памятников Румынии (MS-II-m-B-15578). Расположена в 700 метрах от Вознесенского собора.

## История
Грекокатолической Благовещенский собор был построен в 1926—1936 годах по образцу собора Святого Петра в Риме в масштабе один до восьми. 8 сентября 1936 года собор освятил грекокатолический митрополит Александру Николаеску. В 1948 году Румынская грекокатолическая церковь была запрещена, а собор был передан Румынской православной церкви.
После восстановления Румынской грекокатолической церкви она пыталась вернуть церковь. 11 февраля 2014 года грекокатолики выиграли суд с православной стороной, но последние подали апелляцию. 27 ноября того же года Апелляционный суд Тыргу-Муреша оставил церковь за православными.